# Arnoud van Groen
Arnoud van Groen (Monnickendam, 11 dicembre 1983) è un ex ciclista su strada olandese Professionista dal 2006 al 2013.

## Carriera
Tra i professionisti il suo piazzamento più rilevante fu il secondo posto alla Bruxelles-Ingooigem.

## Palmarès
- 2004

Bruxelles-Brugge
- 2006

Bruxelles-Brugge

## Piazzamenti

### Grandi Giri
- Giro d'Italia

2013: 156º
2014: fuori tempo (19ª tappa)

### Classiche monumento
- Giro delle Fiandre

2012: ritirato
2014: ritirato
2016: ritirato
2018: ritirato
- Parigi-Roubaix

2008: ritirato
2009: ritirato
2012: 73º
2013: ritirato
2014: 130º
2016: 57º
2018: 93º